# Kensington, Connecticut
Kensington är en tätort (CDP) i kommunen Berlin i Hartford County, i delstaten Connecticut, USA. Enligt United States Census Bureau har orten en folkmängd på 8 459 invånare (2010) och en landarea på 13,6 km².